# قطعنامه ۵۷۹ شورای امنیت
قطعنامه  ۵۷۹ شورای امنیت سازمان ملل متحد که در تاریخ ۱۸ دسامبر ۱۹۸۵ تصویب شد، سندی بین‌المللی دربارهٔ Hostage taking است. این قطعنامه طی نشست ۲۶۳۷ام با ۱۵ موافق، ۰ مخالف و ۰ ممتنع تصویب شد.